# Bonnie Blue
La Bonnie Blue flag («bandera azul de Bonnie») fue una bandera asociada en varias ocasiones con la República de Texas, la efímera República de Florida Occidental y los Estados Confederados de América al comienzo de la Guerra de Secesión en 1861. Consiste en una única estrella blanca de cinco puntas sobre un campo azul. Su primer uso se remonta a 1810 y se considera la primera bandera con estrella solitaria de la historia de Estados Unidos.

## Historia

Bandera de la República de Florida Occidental (1810).

La bandera de Burnet (cooficial, 1836-1839).

Bandera de Zavala (cooficial, 1836-1839).

Bandera naval de la independiente República de Texas.

Bandera de Texas (1839-presente).

Bandera de Somalia, una bandera de aspecto similar pero diferente.

El primer uso registrado de esta bandera (normalmente con una estrella blanca) fue en 1810 cuando se utilizó para representar a la República de Florida Occidental, una república de habitantes de habla inglesa en partes de Luisiana al este del río Misisipi que se rebelaron contra el gobierno español y derrocaron al gobernador de distrito de España, Carlos de Hault de Lassus, en Baton Rouge. La independencia de la república duró apenas tres meses, disuelta tras la anexión de la porción de Luisiana del territorio en disputa al territorio estadounidense adquirido en la Compra de Luisiana.
Más tarde conocida como la bandera de Burnet, fue adoptada por el Congreso de la República de Texas el 10 de diciembre de 1836. Esta versión constaba de un fondo azul con una gran estrella dorada, inspirada en la bandera de la República de Florida Occidental de 1810. También eran comunes variantes de la bandera de Burnet con una estrella blanca, prácticamente idéntica a la bandera de Bonnie Blue. Otras variantes presentaban la estrella, de cualquier color, al revés y/o rodeada con la palabra Texas, y cada letra llenaba uno de los espacios en blanco de la estrella (la bandera de De Zavala). Estas banderas, combinadas con la bandera de la Rebelión de Fredonia, son ancestrales de la moderna bandera de Texas.
Cuando el estado de Misisipi se separó de la Unión en enero de 1861, en la cúpula del Capitolio ondeó una bandera con una sola estrella blanca sobre un campo azul. Harry McCarthy ayudó a popularizar esta bandera como símbolo de independencia, escribiendo la popular canción «The Bonnie Blue Flag» a principios de 1861. Algunos estados sureños que se separaron incorporaron el motivo de una estrella blanca sobre un campo azul en sus nuevas banderas estatales.
Aunque el nombre Bonnie Blue data sólo de 1861, no hay duda de que la bandera es idéntica al estandarte de la República de Florida Occidental. En 2006, el estado de Luisiana vinculó formalmente el nombre Bonnie Blue a la bandera de Florida Occidental, aprobando una ley que designa la bandera de Bonnie Blue como «la bandera oficial de la Región Histórica de la República de Florida Occidental».
La bandera Bonnie Blue se utilizó como bandera no oficial de los Estados Confederados durante los primeros meses de 1861. Fue ondeada sobre las baterías confederadas que abrieron fuego por primera vez contra Fort Sumter, iniciando así la Guerra de Secesión. Además, muchas unidades militares tenían sus propias banderas de regimiento que llevaban en la batalla.
En 2007, una de las seis banderas Bonnie Blue conocidas de la época de la Guerra de Secesión se vendió en una subasta por US$47 800. La bandera había sido llevada por la 3.ª Caballería Confederada de Texas y luego exhibida como parte de la Exposición del Centenario de Texas de 1936.

## En la cultura popular
En la novela de Margaret Mitchell de 1936 Lo que el viento se llevó y su adaptación cinematográfica de 1939, Rhett Butler apoda a su hija recién nacida «Bonnie Blue» después de que Melanie Wilkes comenta que sus ojos serán «tan azules como la bandera Bonnie Blue».